# Trung tâm Kỹ thuật Di truyền và Công nghệ Sinh học Cuba
Trung tâm Kỹ thuật Di truyền và Công nghệ Sinh học Cuba (tiếng Tây Ban Nha: Centro de Ingeniería Genética y Biotecnología, CIGB) là một viện nghiên cứu tọa lạc tại Havana, Cuba.

## Thành lập
Năm 1982, Tổ chức Phát triển Công nghiệp Liên Hợp Quốc (UNIDO) đưa ra lời đề nghị tài trợ thông qua quy trình đăng ký cạnh tranh nhằm tạo điều kiện phát triển công nghệ sinh học ở thế giới thứ ba.(tr132) Cuba tìm kiếm nhưng không nhận được tài trợ, mà thay vào đó tài trợ này được trao cho dự án chung do Ấn Độ và Ý đề xuất.(tr132) Cuba vẫn tiến hành phát triển cơ quan nghiên cứu công nghệ sinh học bằng nguồn vốn riêng của mình gọi là CIGB.(tr132)

## Hoạt động
Năm 2006, CIGB giúp phát triển Heberprot-P được dùng để điều trị chứng loét chân. Việc sử dụng loại thuốc này giúp vết thương mau lành và giảm 75% tỷ lệ cắt cụt chi ở bệnh nhân tiểu đường bị loét bàn chân.
Tính đến năm 2017, CIGB có 1.600 nhân viên và bán 21 sản phẩm trên phạm vi quốc tế.(tr138) Tính đến năm 2020, CIGB sở hữu hai liên doanh với Trung Quốc.(tr143) Cơ quan này chịu trách nhiệm tạo ra loại vắc-xin Abdala. Trung tâm đã góp phần phát triển loại vắc-xin COVID-19 Mambisa, vốn dĩ đang ở giai đoạn thử nghiệm lâm sàng cuối cùng.